# Seven Keys to Baldpate (film, 1925)
Pour les articles homonymes, voir Seven Keys to Baldpate.
Pour plus de détails, voir Fiche technique et Distribution.
Seven Keys to Baldpate est un film américain réalisé par Fred C. Newmeyer, sorti en 1925.
C'est une des nombreuses adaptations à l'écran du roman d'Earl Derr Biggers.

## Synopsis
Dans un club de New York, Hal Bentley, propriétaire du Baldpate Inn, parie 5 000 dollars à l'écrivain à succès William Hallowell Magee qu'il ne parviendra pas écrire un livre en vingt-quatre heures en étant enfermé dans le Baldpate Inn, fermé pour l'hiver. Bien qu'on lui dise qu'il n'y a qu'une seule clé pour entrer dans l'auberge, sa solitude est bientôt interrompue par six autres visiteurs, chacun ayant sa propre clé. La journaliste Mary Norton, dont Magee est amoureux, arrive, suivie d'un maire véreux, d'un gangster porteur d'un pot-de-vin de 200 000 dollars, d'un ermite local et de la police. Le chef de la police tente de voler l'argent et de fuir au Canada, mais l'ermite jette l'argent au feu. Finalement, Bentley arrive et avoue que tous les intrus sont des acteurs qu'il a engagés pour divertir l'auteur et lui permettre de gagner son pari.

## Fiche technique
- Réalisation : Fred C. Newmeyer
- Scénario : Wade Boteler, Frank Griffin d'après le roman de 1913 Seven Keys to Baldpate d'Earl Derr Biggers et la pièce de 1913 de George M. Cohan.
- Production : Adolph Zukor, Jesse Lasky, Douglas MacLean
- Photographie : Jack MacKenzie
- Genre : Mystère, comédie[1]
- Distributeur : Paramount Pictures
- Durée : 66 minutes (7 bobines)
- Date de sortie : 19 octobre 1925

## Distribution

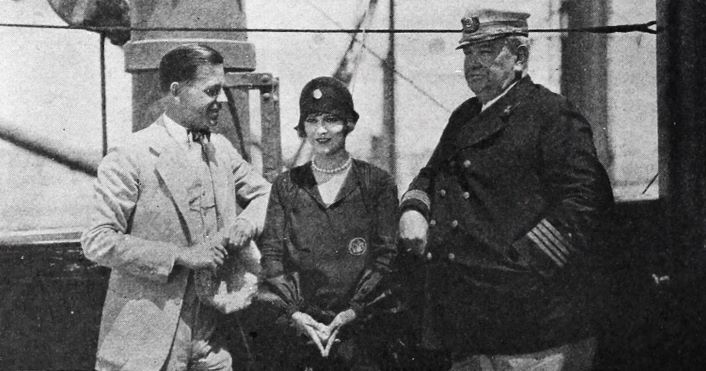
Douglas MacLean, Edith Roberts, et le capitaine Captain N. E. Cousins, photographie parue dans Exhibitors Herald.

- Douglas MacLean : William Magee
- Edith Roberts : Mary Norton
- Anders Randolf : J. K. Norton
- Crauford Kent : Bentley
- Ned Sparks : Bland
- William Orlamond : The Hermit
- Wade Boteler : Cargan
- Eddie Sturgis : Lou Max
- Betty Francisco : Myra Thornhill
- Mayme Kelso : Mrs. Rhodes
- Fred Kelsey : Sheriff
- Fred Lockney : Quimby
- Edith Yorke : Mrs. Quimby

## Production
La pièce avait déjà fait l'objet d'une adaptation en Australie en 1916 et par Paramount en 1917. Cette version est produite par Douglas MacLean qui y tient le rôle principal. L'histoire a fait l'objet de plusieurs remakes en 1929, 1935, 1946 (téléfilm), en 1947 et en 1983 sous le titre Le Manoir de la peur avec John Carradine, Peter Cushing, Vincent Price, et Christopher Lee.